# Marca de pedreiro

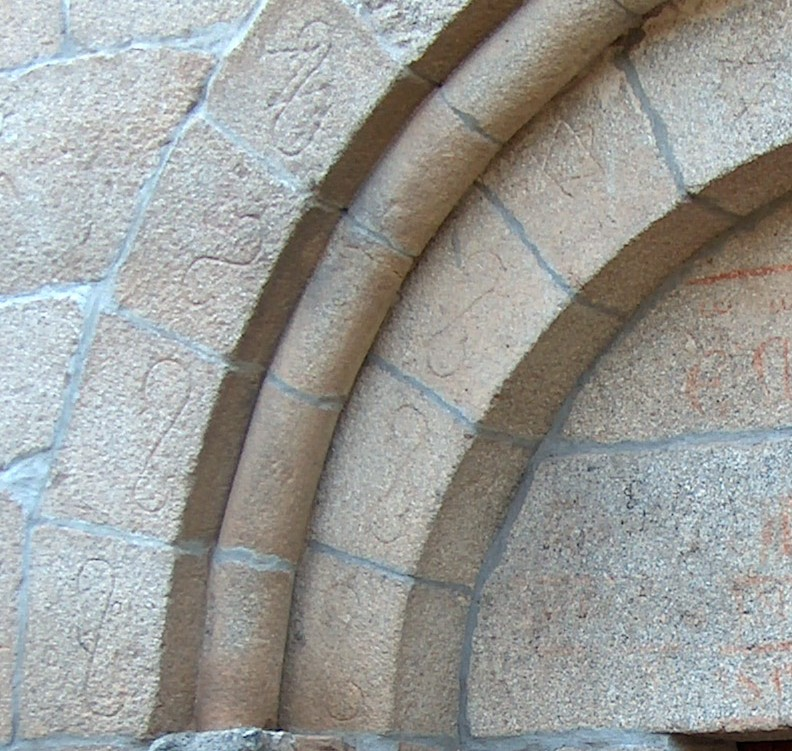
Marcas de pedreiro na Igreja de Nossa Senhora da Conceição (Ermida), Portugal.

Uma marca de pedreiro, marca de canteiro ou sigla de pedreiro é um símbolo gravado por um canteiro numa pedra por ele talhada.
Estas marcas foram utilizadas principalmente durante a Idade Média e a Renascença, sendo facilmente identificáveis em castelos, igrejas, palácios, pontes e outros.

## Objectivo
Os canteiros eram pagos à peça, isto é, em função do trabalho efectivamente realizado e não em função do tempo de trabalho. Daí a necessidade de identificar de forma inequívoca o trabalho realizado por cada um.
Segundo a opinião dominante, as marcas destinavam-se a identificar a autoria do trabalho, de forma a determinar o valor a pagar a cada canteiro.
Algumas marcas, normalmente colocadas na parte não visível da pedra, destinavam-se a indicar a posição em que esta deveria ser colocada na obra.
A ciência que estuda as marcas de pedreiro denomina-se gliptografia.

## Galeria

Marcas de pedreiro
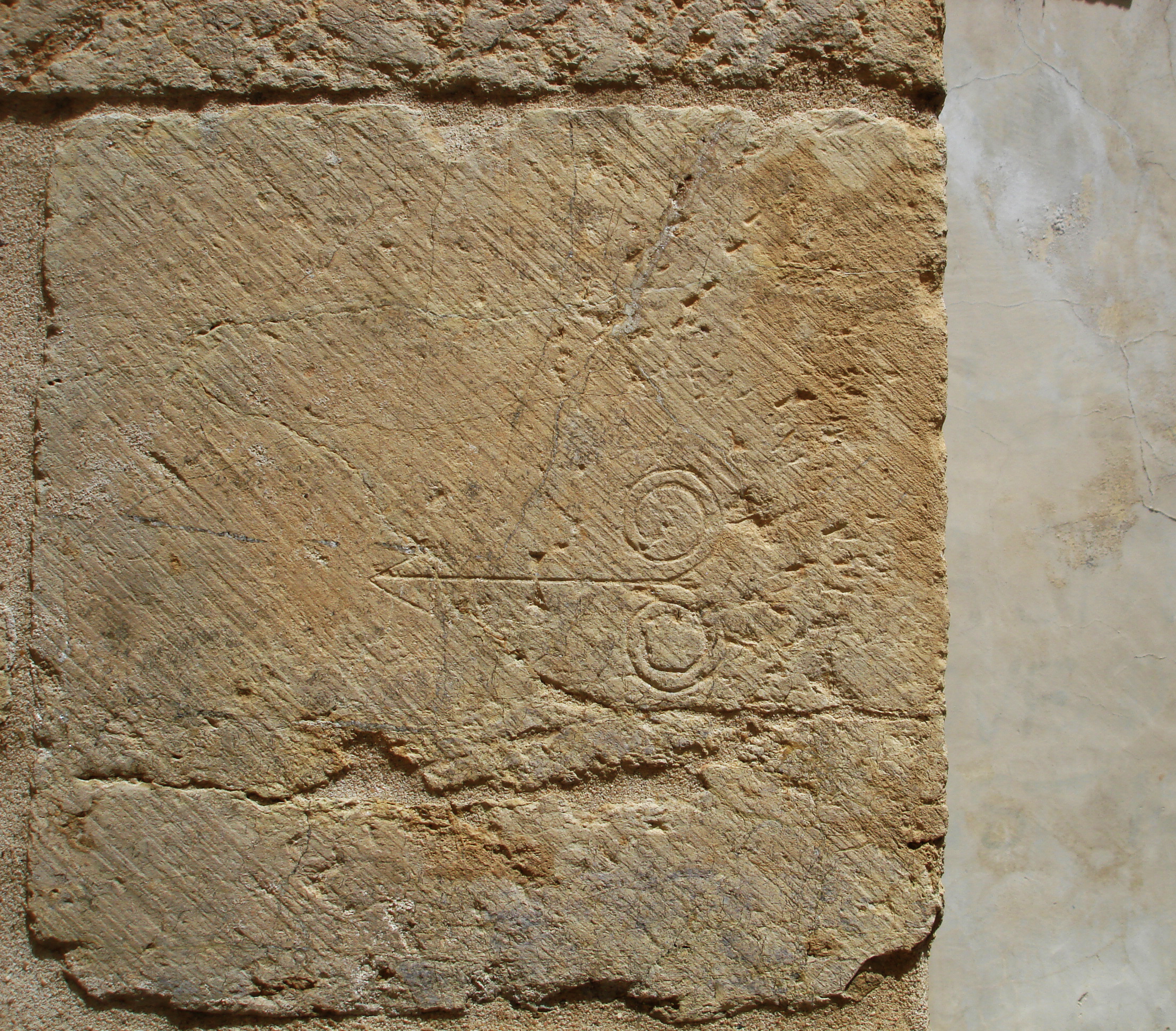
Catedral de Coimbra
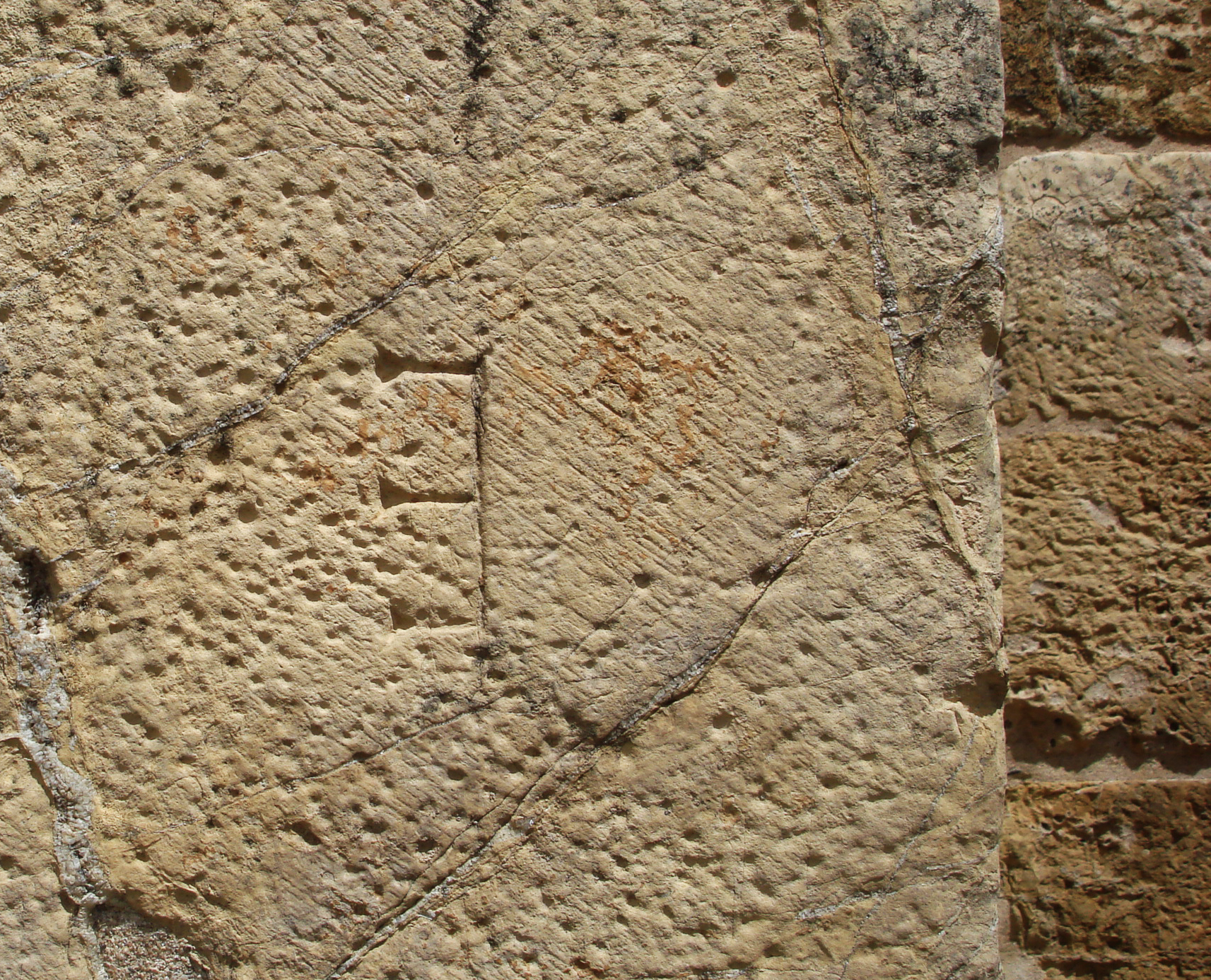
Catedral de Coimbra
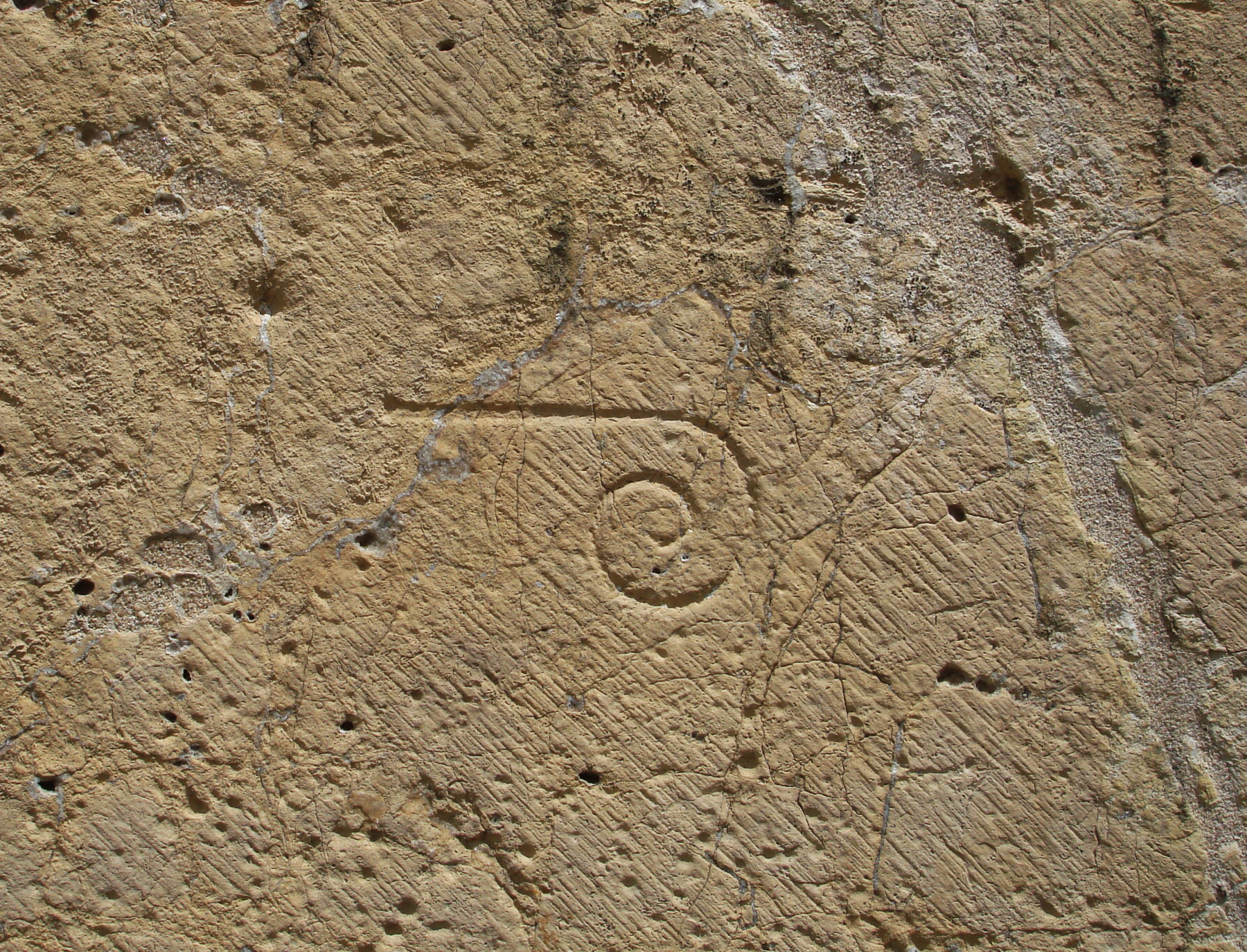
Catedral de Coimbra
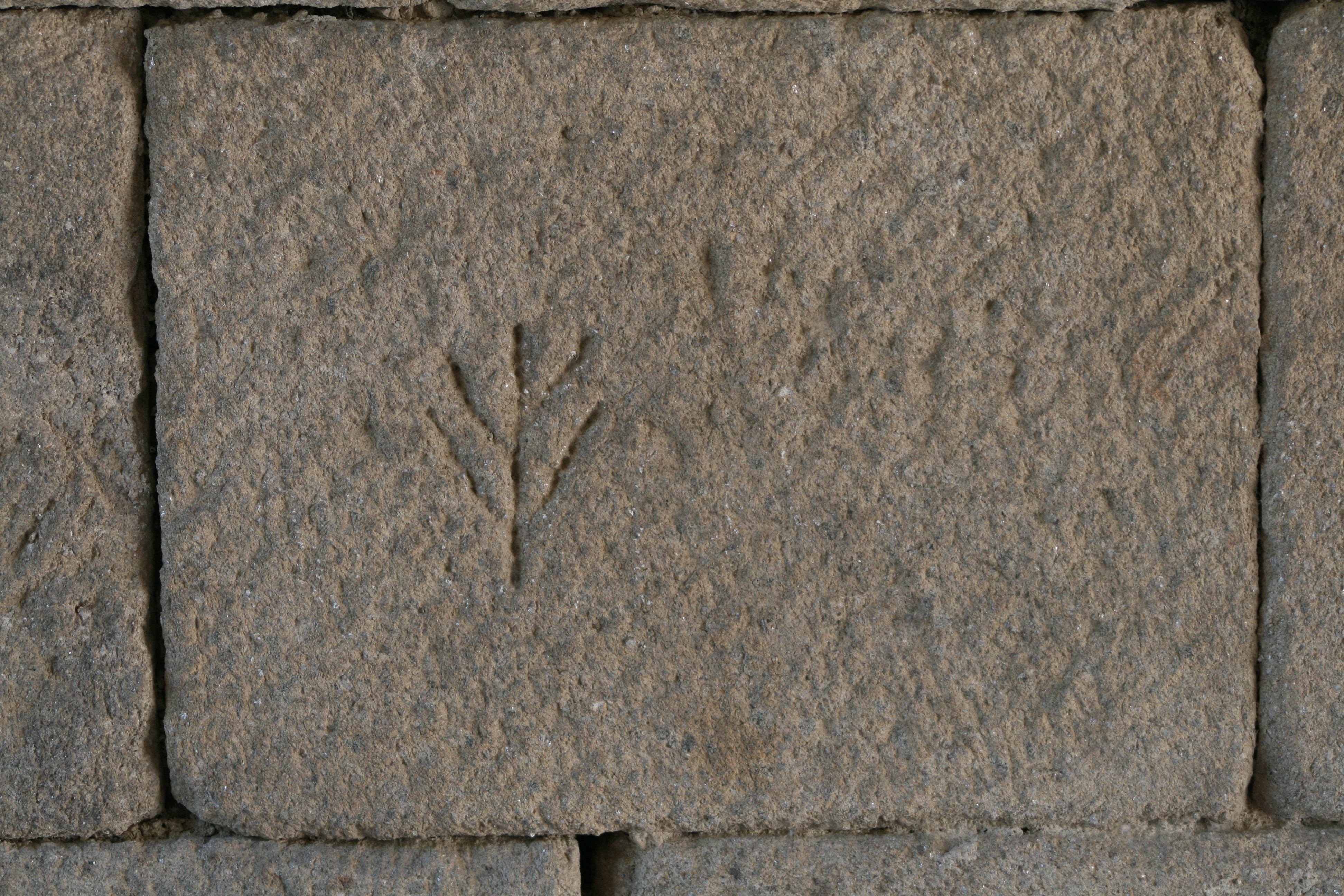
Ponte da Ucanha
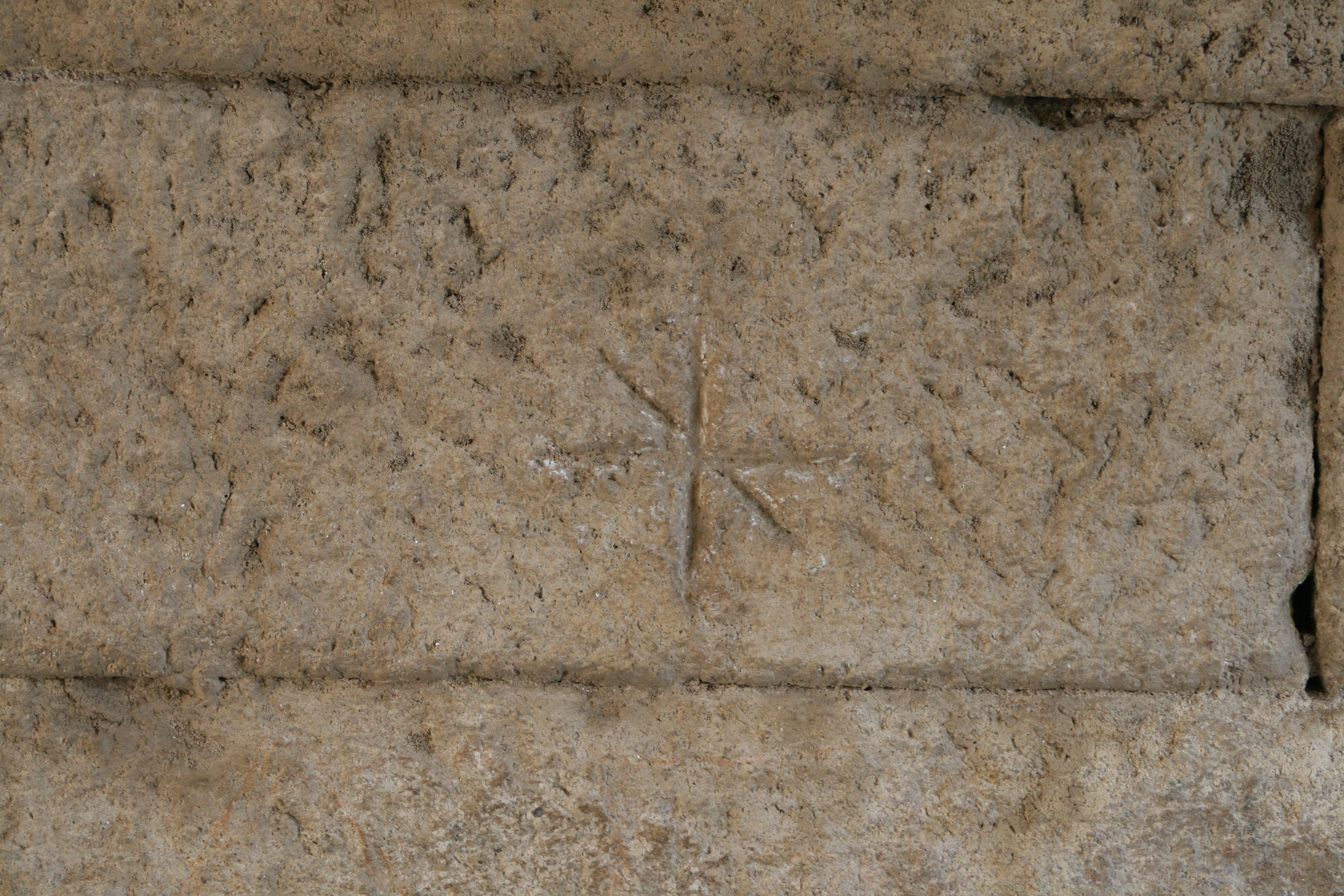
Ponte da Ucanha
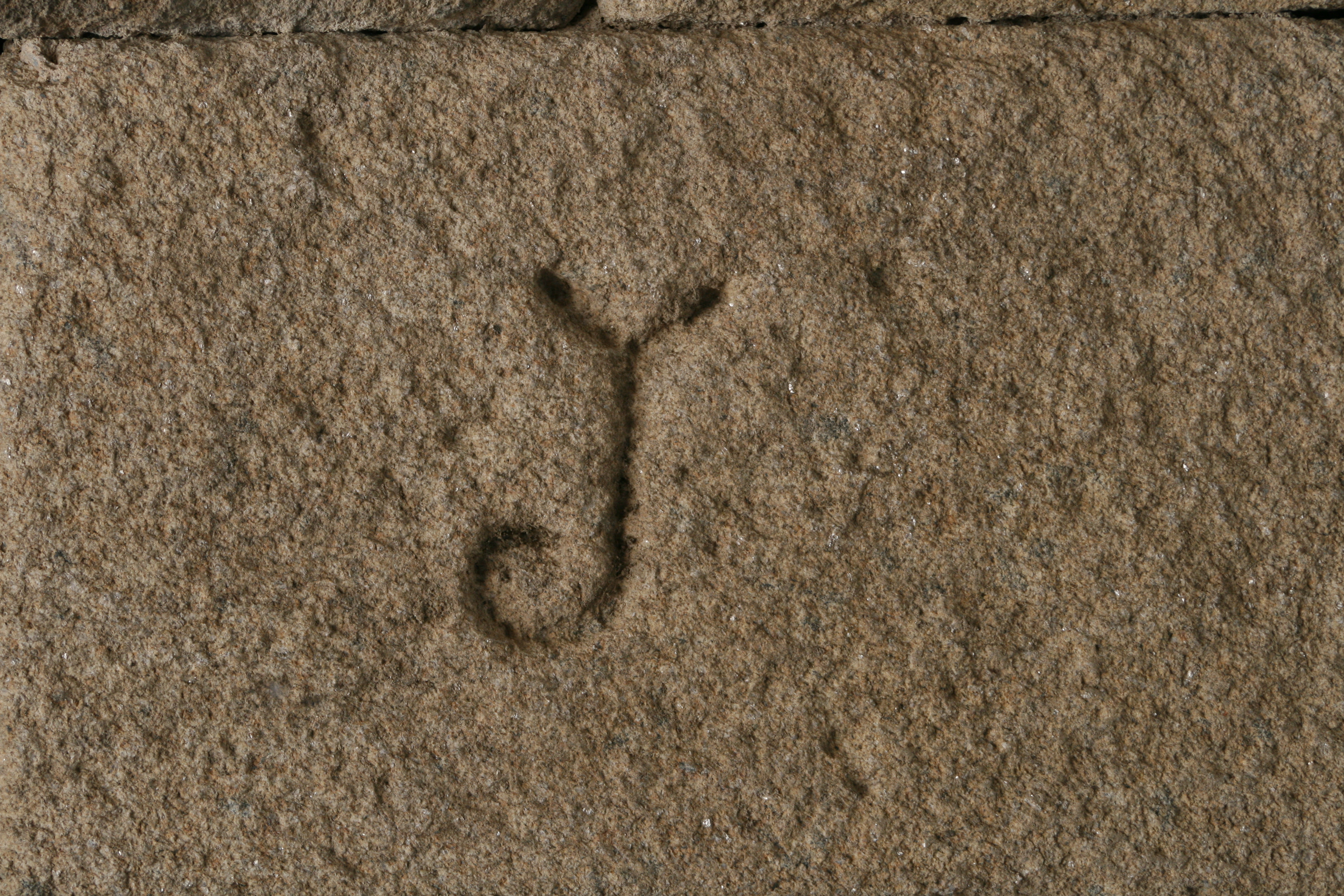
Ponte da Ucanha
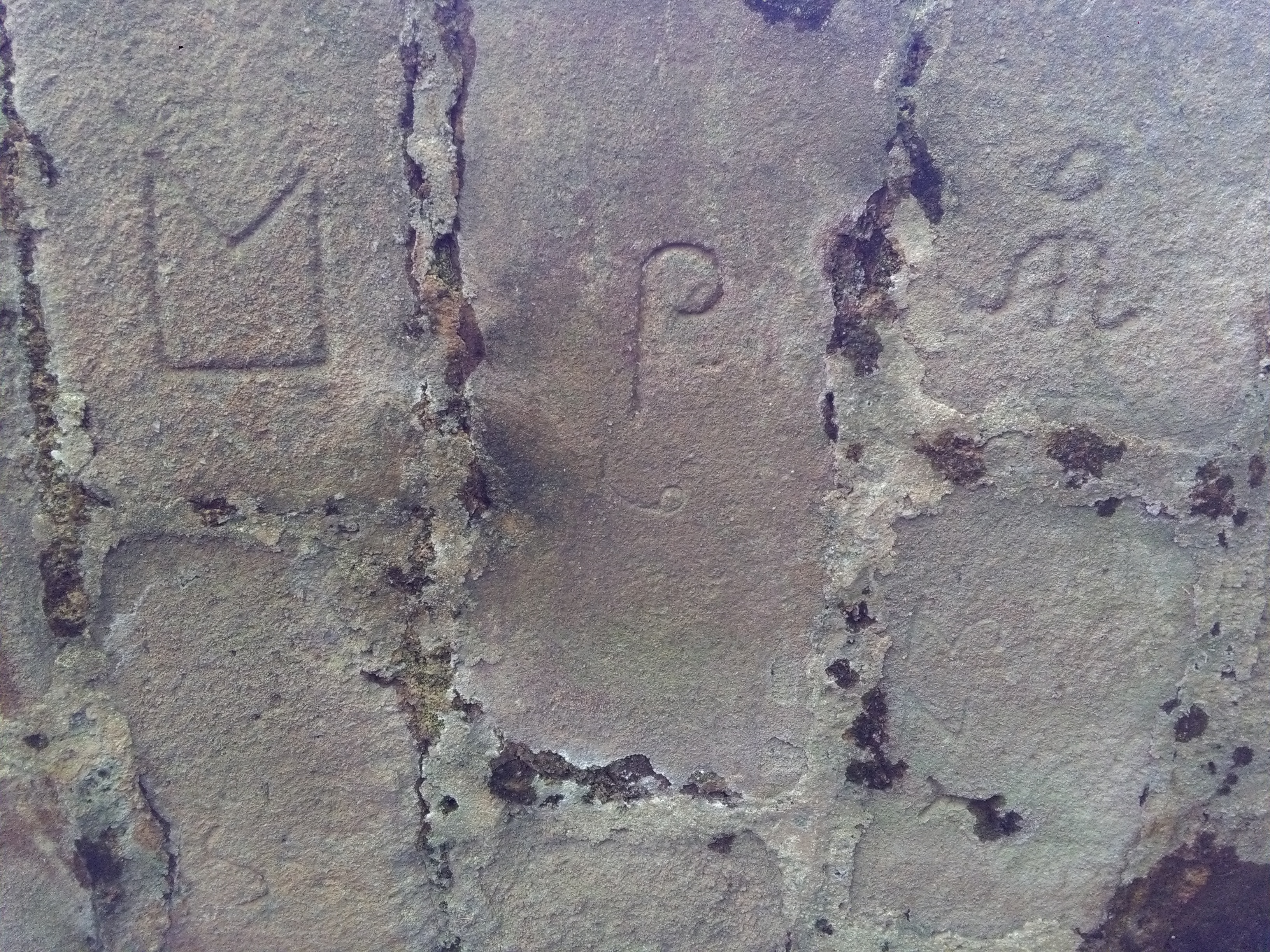
Ponte velha de Vouga
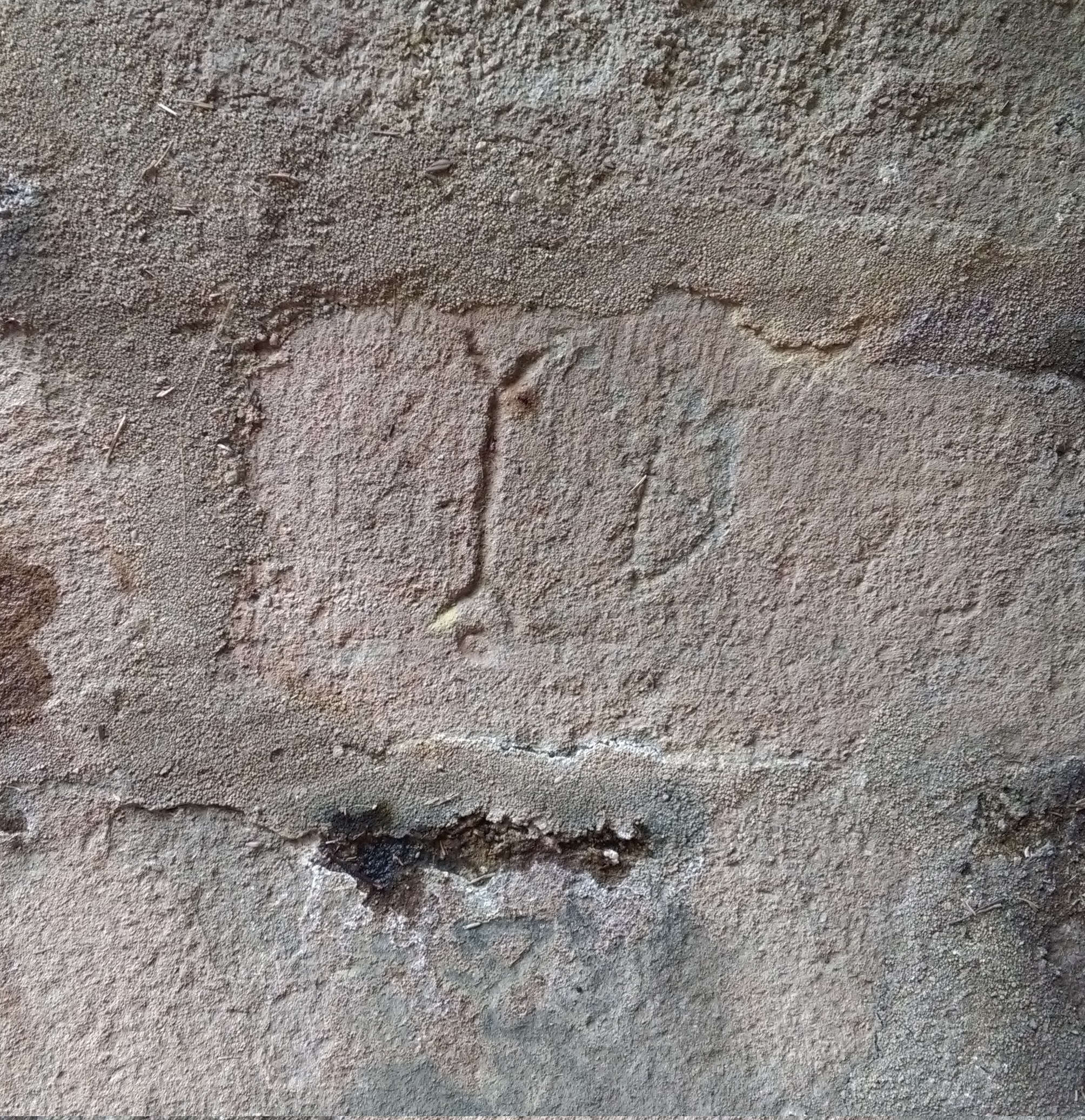
Ponte velha de Vouga
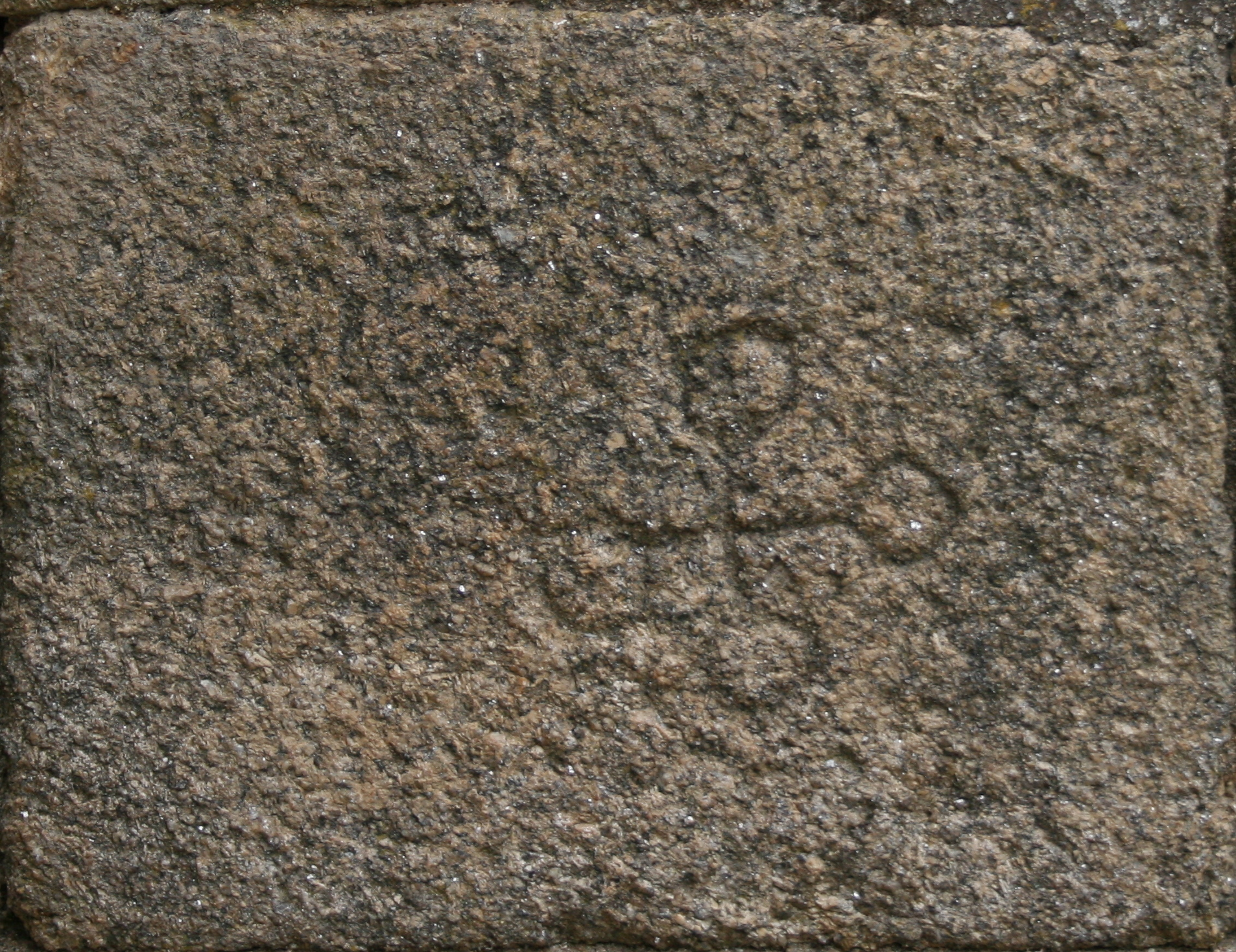
Igreja de São Martinho de Mouros